# 孫德倫河

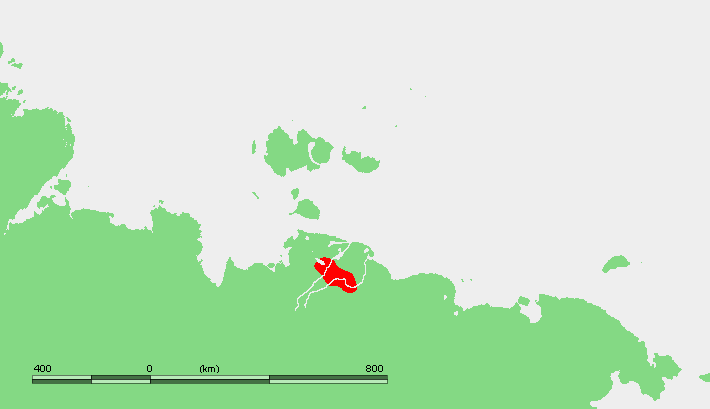
孫德倫河位置

孫德倫河是俄羅斯東北部的河流，位於薩哈共和國內，最終注入東西伯利亞海，河道全長314公里，流域面積4,170平方公里，在每年10月上旬開始結冰，直至翌年6月中旬。

## 外部連結
- Geographical data（页面存档备份，存于）
- Wild reindeer（页面存档备份，存于）

71°0′N 153°0′E / 71.000°N 153.000°E